# Ağrı (tartomány)
Ağrı tartomány Törökország keleti részén található. Keletről Irán határolja, északról Kars, északnyugaton Erzurum, délkeleten Muş és Bitlis, délen Van, északkeleten Iğdır határolja. A tartomány székhelye Ağrı, mely egy 1650 méter magasan található fennsíkon helyezkedik el.
A tartomány az Ararát-hegységről kapta a nevét (törökül "Ağrı", mely a kurd Agirî, "tüzes" szóból származik, utalva az 5165 méter magas hegy rétegvulkán voltára.) Az Ararát-hegyet lehet látni Grúziából, Örményországból, Azerbajdzsánból és Iránból is. A régió több civilizációnak is otthont adott. Nyáron a hegymászók, télen a síelők központja, valamint a keresztények zarándokhelye, mivel a Biblia szerint Noé bárkája itt feneklett meg az Özönvíz után.

## Körzetei
A tartománynak nyolc körzete van:
- Ağrı
- Diyadin
- Doğubeyazıt
- Eleşkirt
- Hamur
- Patnos
- Taşlıçay
- Tutak